# موردیک
موردیک (به هلندی: Moerdijk) یک شهرستان در هلند است که در برابانت شمالی واقع شده‌است.

## خصوصیات
موردیک   ۱ متر بالاتر از سطح دریا واقع شده‌است.